# Catalogo Hoboken
Il Catalogo Hoboken (in tedesco Hoboken-Verzeichnis), abbreviato Hob., è un catalogo tematico che comprende oltre 750 composizioni di Franz Joseph Haydn. Curato dal musicologo olandese Anthony van Hoboken, è il primo catalogo delle composizioni di Haydn e ha posto le basi per tutti i successivi studi sulle sue composizioni.
Hoboken possedeva una vasta collezione di copie di manoscritti ed edizioni musicali, comprendente oltre mille pubblicazioni di Haydn. La prima edizione del catalogo, dedicata alle composizioni strumentali, è stata pesantemente criticata per la carenza di informazioni sulle fonti manoscritte. Lo studio sistematico per la compilazione del catalogo ha richiesto oltre trent'anni di lavoro.
A differenza di altri importanti cataloghi, ordinati cronologicamente secondo le date di composizione (come il catalogo Köchel delle composizioni di Mozart o il catalogo Deutsch delle composizioni di Schubert), il catalogo Hoboken suddivide le composizioni in base alla tipologia, analogamente al catalogo Schmieder (BWV) delle composizioni di Bach o al catalogo Baselt (HWV) delle composizioni di Händel.

## Categorie
| Hob.   | Categoria                                                                             |
| ------ | ------------------------------------------------------------------------------------- |
| I      | Sinfonie (1–108)                                                                      |
| Ia     | Ouverture (1–17)                                                                      |
| II     | Divertimenti a quattro o più parti (1–47)                                             |
| III    | Quartetti per archi (1–83)                                                            |
| IV     | Divertimenti a tre parti (1–11)                                                       |
| V      | Trii per archi (1–21)                                                                 |
| VI     | Duetti vari (1–6)                                                                     |
| VII    | Concerti                                                                              |
| VIII   | Marce (1–7)                                                                           |
| IX     | Danze (1–29)                                                                          |
| X      | Composizioni varie per baryton (1–12)                                                 |
| XI     | Trii per baryton, violino (o viola) e violoncello (1–126)                             |
| XII    | Duetti con baryton (1–24)                                                             |
| XIII   | Concerti per baryton (1–3)                                                            |
| XIV    | Divertimenti con pianoforte (1–13)                                                    |
| XV     | Trii per pianoforte, violino (o flauto) e violoncello (1–40)                          |
| XVa    | Duetti per pianoforte (1–3)                                                           |
| XVI    | Sonate per pianoforte (1–52)                                                          |
| XVII   | Pezzi per pianoforte (1–12)                                                           |
| XVIIa  | Composizioni per pianoforte a quattro mani (1–2)                                      |
| XVIII  | Concerti per clavicembalo, organo o pianoforte (1–11)                                 |
| XIX    | Composizioni per Flötenuhr (1–32)                                                     |
| XX     | Composizioni su Le sette ultime parole del nostro Redentore in croce (1–4)            |
| XXa    | Stabat Mater                                                                          |
| XXI    | Oratori (1, 2, 3)                                                                     |
| XXII   | Messe (1–14)                                                                          |
| XXIIa  | Requiem                                                                               |
| XXIIb  | Libera me                                                                             |
| XXIII  | Altre composizioni sacre                                                              |
| XXIV   | Cantate (1–11) e arie (1–23) con orchestra                                            |
| XXV    | Canzoni a due (1–2), tre (1–5) e quattro (1–9) parti                                  |
| XXVI   | Lieder con pianoforte (1–48) e cantate con strumenti (1–4)                            |
| XXVII  | Canoni (sacri 1–10; profani 1–47)                                                     |
| XXVIII | Opere (1–13)                                                                          |
| XXIX   | Opere per marionette (1–5) e Singspiele (1–3)                                         |
| XXX    | Musiche di scena (1–5)                                                                |
| XXXI   | Arrangiamenti di musiche tradizionali scozzesi (1–273), gallesi (1–61) e altre (1–17) |
| XXXII  | Pasticci (1–4)                                                                        |